# Экев

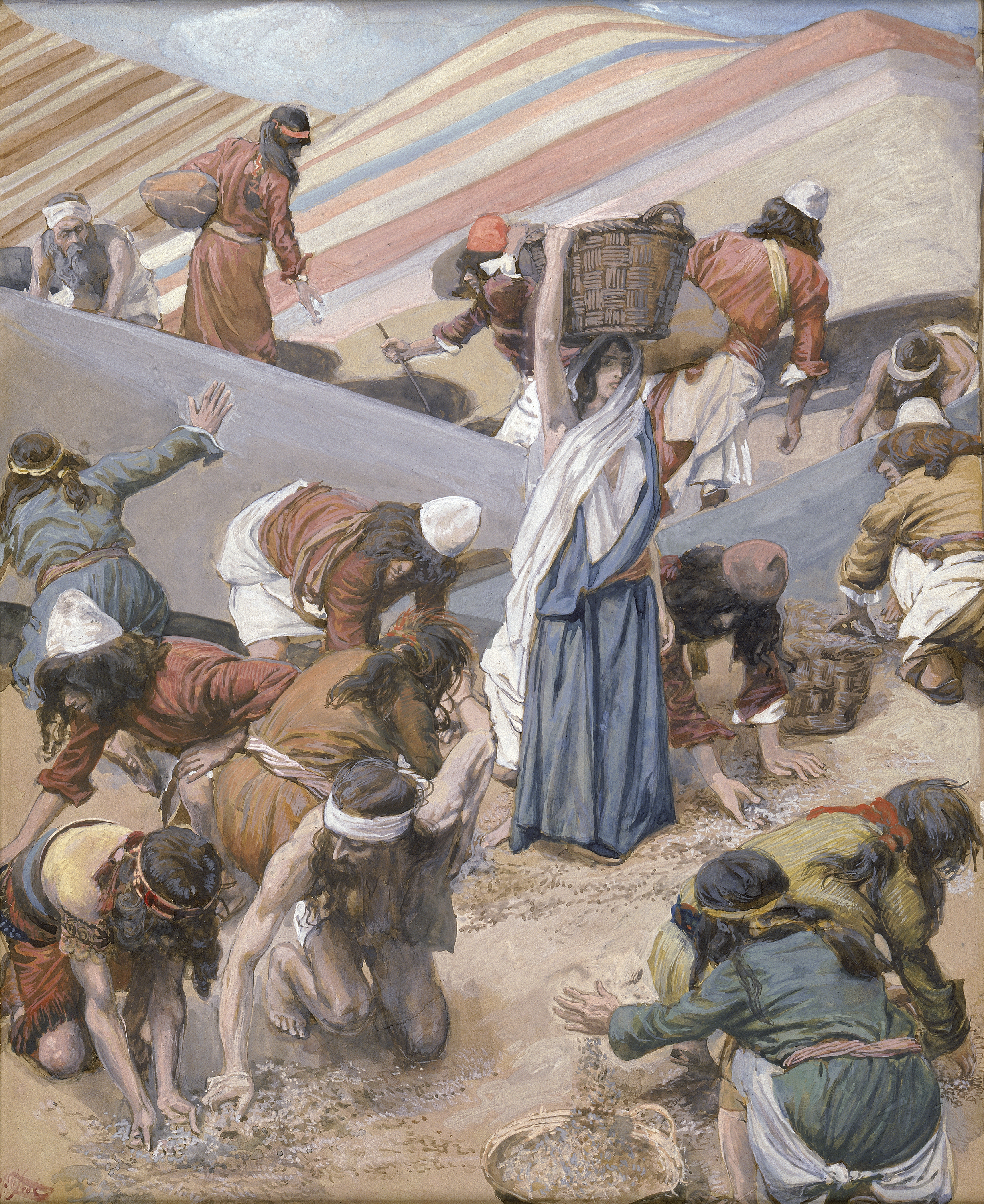
Сбор манны. Акварель авторства Джеймса Тиссо, нарисована в период с 1896 по 1902.

Экев (ивр. עֵקֶב‎) — одна из 54 недельных глав-отрывков, на которые разбит текст Пятикнижия (Хумаша). 46-й раздел Торы, 3-й раздел книги Второзакония.

## Краткое содержание
Моше продолжает свою последнюю речь к еврейскому народу, обещая им, что если они будут соблюдать заповеди Торы, то их ждёт процветание в Земле Израиля, в которую они вскоре должны войти, чтобы поселиться в ней, как обещал Всевышний их праотцам. Моше также упрекает их за совершённые грехи, напоминая о Золотом тельце, о бунте Кораха, о грехе разведчиков и о том, как они гневили Бога в различных местах. Но кроме этого он говорит также о прощении Всевышним их грехов и о Вторых скрижалях, которые Бог даровал им после их раскаяния. Их сорокалетние скитания в пустыне, во время которых Бог питал их манной небесной, должны были научить их, что не хлебом единым живёт человек, но и тем, что исходит из уст Господа.
Моше называет землю, куда им предстоит войти, текущей молоком и мёдом, особо благословлённой семью видами плодов (пшеница, ячмень, виноград, фиги, гранаты, оливки и финики), землёй, находящейся в центре Божественного провидения. Он велит им разрушить идолов тех племён, что жили там раньше, а также предостерегает евреев, чтобы они не возгордились. Ключевым фрагментом этой главы также является второй параграф молитвы Шма, повторяющий фундаментальные заповеди, перечисленные в первом параграфе, и утверждающей о награде за исполнение воли Всевышнего, равно как и о плачевных последствиях (голод, изгнание) за пренебрежение заповедями.